# يان بريغز
يان بريغز (بالإنجليزية: Ian Briggs)‏ هو كاتب خيال علمي وكاتب سيناريو بريطاني، ولد في 31 أكتوبر 1958.

## وصلات خارجية
- يان بريغز على موقع IMDb (الإنجليزية)
- يان بريغز على موقع ميوزك برينز (الإنجليزية)
- يان بريغز على موقع قاعدة بيانات الفيلم (الإنجليزية)
- يان بريغز على موقع كينوبويسك (الروسية)